# Международный инвестиционный банк
Международный инвестиционный банк (МИБ) — многосторонний банк развития, созданный в 1970 году с целью содействия экономическому развитию и сотрудничеству стран-членов. Банк осуществляет деятельность на основании межправительственного Соглашения об образовании МИБ и Устава, зарегистрированных в Секретариате Организации Объединённых Наций.
Штаб-квартира МИБ до выхода Венгрии была расположена в Будапеште (Венгрия). С апреля 2023 года запущена процедура переезда штаб-квартиры в Москву — на ул. Маши Порываевой, 7.
| Тип                          | Многосторонний банк развития                                      |
| ---------------------------- | ----------------------------------------------------------------- |
| Год основания                | 1970                                                              |
| Штаб-квартира                | Российская Федерация, 107078, г. Москва, улица Маши Порываевой, 7 |
|                              |                                                                   |
| Страны-члены                 | Россия, Куба, Вьетнам, Монголия                                   |
| Председатель Правления       | Отсутствует ввиду корпоративного кризиса                          |
| Объявленный уставный капитал | €2000 млн                                                         |
| Оплаченный капитал           | €349,61                                                           |
| Общие активы                 | €1276 млн                                                         |
| Рейтинги                     | Отсутствуют                                                       |
| Сайт                         | http://www.iib.int                                                |

## Миссия
Миссией МИБ является содействие социально-экономическому развитию, росту благосостояния населения и экономической кооперации стран-членов Банка с акцентом на поддержку сектора малого и среднего предпринимательства.
МИБ предоставляет средне- и долгосрочные кредиты преимущественно через ведущие национальные финансовые институты, банки развития и экспортно-импортные банки и агентства. Банк также принимает участие в софинансировании и синдицированном кредитовании совместно с другими международными и национальными финансовыми институтами.

## Ключевые продукты
- Поддержка экспортно-импортных операций, проектов по модернизации существующей инфраструктуры.
- Кредитование малого и среднего бизнеса через финансовых посредников (банки, агентства, лизинговые компании).
- Торговое и проектное финансирование.
- Документарные продукты.
- Инвестиции в капитал, инвестиции в фонды.

## Страны-члены Банка
В состав МИБ входят или входили следующие страны-члены:
- Болгария (1970—2023)
- Куба
- Чехия (1970—2022)
- Венгрия (1970—2023)
- Вьетнам
- Монголия
- Румыния (1970—2023)
- Россия
- Словакия (1970—2022)

В марте 2022 года, после вторжения России в Украину, Болгария, Чехия, Румыния и Словакия прекратили свое участие в МИБ, после введения санкций США в отношении банка Венгрия прекратила участие в работе банка. Сербия, получившая приглашение от Банка на вступление, отказалась вступать в Банк.

## Руководство
Оперативное руководство МИБ осуществляется Правлением Банка, которое с сентября 2012 по сентябрь 2022 года возглавлял российский дипломат и экономист Николай Косов. В настоящее время Председателя Правления у Банка нет, поскольку акционеры не могут договориться о кандидатуре. Поскольку Банк является международным финансовым институтом, высшим управляющим органом, определяющим его стратегию и развитие, является Совет Управляющих. У каждой страны-члена, представленной в Совете Управляющих официальными лицами высокого уровня, есть право голоса в зависимости от размера её доли в капитале МИБ.

## Санкции
12 апреля 2023 года, на фоне вторжения России на Украину, Международный инвестиционный банк и три руководителя банка попали под блокирующие санкции США, так как банк «позволяет России усилить свое разведывательное присутствие в Европе», а также способствует злонамеренным действиям в Центральной Европе и на Западных Балканах, коррупции и уклонению от санкций. Под санкции США также попала дочерняя компания банка — «МИБ Капитал». На следующий день после введения санкций Венгрия сообщила о прекращении участия в работе Международного инвестиционного банка так как «его деятельность потеряла смысл после введенных США санкций».

## Капитал
Размер объявленного уставного капитала Банка составляет €2,000 млрд. Оплаченный капитал — €349,61 млн.
Распределение долей стран-членов в оплаченном капитале МИБ:
| Страна-участница                    | Доля, %* |
| Республика Болгария                 | 12,07    |
| Социалистическая Республика Вьетнам | 1,05     |
| Республика Куба                     | 1,53     |
| Монголия                            | 0,97     |
| Российская Федерация                | 42,91    |
| Румыния                             | 7,47     |
| Словацкая Республика                | 6,14     |
| Чешская Республика                  | 10,69    |
| Венгрия                             | 17,16    |

*по состоянию на 15.01.2020
Финансирование основной деятельности МИБ осуществляется как за счет собственного капитала, так и привлеченных средств. Банк может привлекать средства с международных и национальных рынков путем получения финансовых кредитов, размещения облигационных займов, выпуска иных ценных бумаг, получения депозитов от финансовых организаций и в других формах.

## Кредитные рейтинги
МИБ не имеет кредитных рейтингов инвестиционного уровня ни от ведущих международных рейтинговых агентств, ни от АКРА.

## История
Соглашение об образовании Банка было подписано странами-учредителями 10 июля 1970 года и зарегистрировано в Секретариате ООН под номером 11417. Начало деятельности — 1 января 1971 года. Страны-члены Банка на момент основания: Народная Республика Болгария, Венгерская Народная Республика, Германская Демократическая Республика, Монгольская Народная Республика, Польская Народная Республика, Социалистическая Республика Румыния, Союз Советских Социалистических Республик, Чехословацкая Социалистическая Республика.
Основной задачей МИБ на момент основания было предоставление долгосрочных и среднесрочных кредитов для осуществления совместных инвестиционных проектов и программ развития несколькими заинтересованными членами Банка, на строительство объектов для развития национальных экономик стран-членов МИБ. В течение «советского» периода своей истории Банк профинансировал инвестиционные проекты на сумму более €7 млрд.
С распадом социалистического блока МИБ в значительной степени утратил целевые ориентиры своей деятельности и почти два десятилетия находился в стагнации. В 1991 году Германская Демократическая Республика (ГДР) вышла из состава Банка в связи с прекращением существования ГДР как субъекта международного права. В 2000 году Польша и Венгрия заявили о выходе из состава Банка (Венгрия возобновила членство в МИБ в мае 2015 года).
В целом, за весь период деятельности МИБ участвовал в кредитовании более 250 инвестиционных объектов в различных странах и предоставил кредиты на общую сумму около €8 млрд. Данные средства позволили построить и реконструировать множество предприятий черной и цветной металлургии, машиностроения, электротехнической и других отраслей промышленности в странах-членах Банка. МИБ принимал участие в финансировании совместного строительства крупных газопроводов, автомобильных и железнодорожных магистралей.
В 2012 году в Банк пришла новая управленческая команда, получившая от акционеров МИБ мандат на проведение комплексной реформы. После этого произошла переориентация кредитной политики на синдицированное кредитование и кредитование через финансовых посредников с параллельным избавлением от старых «плохих» активов; была повышена прибыльности банковских операций и расширена ресурсная баз; получены рейтинги инвестиционного уровня от международных рейтинговых агентств; модернизирована организационная структура Банка и внутренние процессы, включая управление персоналом, комплаенс и управление рисками; проведен ребрендинг; началось активное развитие партнёрских связей с ведущими национальными и международными финансовыми институтами и другими организациями. В 2014 году впервые в своей истории Банк вышел на рынки долгового капитала. На данный момент МИБ выпустил облигации в России, Словакии, Чехии, Румынии и Венгрии.
В 2019 г. МИБ перенес свою штаб-квартиру в Будапешт (Венгрия).

## Партнерство
МИБ поддерживает и развивает устойчивые партнёрские отношения с ведущими международными финансовыми институтами и международными организациями МФИ. В числе партнёров Банка, в т.ч. по сделкам – МФК, ЕБРР, Голландский банк развития, ЕИБ, КфВ, ЕаБР, АзБР. МИБ имеет статус наблюдателя в Черноморском банке торговли и развития и Межамериканском банке развития, а также является членом Ассоциации финансовых институтов развития Азиатско-Тихоокеанского региона (ADFIAP), Банковской ассоциации стран Центральной и Восточной Европы (BACEE) и Института международных финансов (IIF). Статус Наблюдателя МИБ имеют Республика Беларусь, Внешэкономбанк, Группа ВТБ, Евразийский банк развития, Болгарский банк развития и Российский экспортный центр.

## Экологическая и социальная ответственность
После реформы в 2012 году МИБ принял обязательства по продвижению принципов экологической ответственности среди партнеров и клиентов, а также оценки влияния осуществляемых проектов на окружающую среду. Банк также присоединился к крупнейшей международной инициативе в области корпоративной социальной ответственности — Глобальному договору ООН.
C 2015 год МИБ предоставил WWF ряд природоохранных грантов для борьбы с климатическими изменениями в России и Венгрии, а также для защиты редких видов животных в Монголии и во Вьетнаме. Кроме того, в 2016 году Банк приступил к формированию «зелёного» портфеля ценных бумаг.